# Liste der HGÜ-Anlagen
Die Hochspannungs-Gleichstrom-Übertragung (HGÜ) ist ein Verfahren zur Übertragung von elektrischer Energie mit Gleichstrom hoher Spannung (100–1000 kV). Im Folgenden findet sich eine Übersicht der realisierten Anlagen. Einen Überblick in Europa mit Stand 2019 bietet ein Bericht der ENTSOE.

## Anlagen, in denen ursprünglichLichtbogenstromrichteroderQuecksilberdampfgleichrichterzum Einsatz kamen

### Inbetriebnahme bis einschließlich 1945
| Name                                     | Stromrichter-Station 1       | Stromrichter-Station 2            | Länge Erd- / See- kabel (km) | Länge Frei- leitung (km) | Span- nung (kV) | Max. Über- tragungs- leistung (MW) | Jahr d. In- betrieb- nahme | Bemerkungen                                                                                     |
| ---------------------------------------- | ---------------------------- | --------------------------------- | ---------------------------- | ------------------------ | --------------- | ---------------------------------- | -------------------------- | ----------------------------------------------------------------------------------------------- |
| Mechanicville, New York                  | USA Mechanicville, NY        | USA Schenectady, NY               |                              | 37                       | 12              | 5                                  | 1932                       | Versuchsanlage                                                                                  |
| HGÜ-Kurzkupplung der Carnegie-Stahlwerke | USA Pittsburgh, Pennsylvania | USA Pittsburgh, Pennsylvania      |                              |                          | ?               | ?                                  | ?                          | diente zur Realisierung einer Kopplung zwischen einem 60-Hz-Netz und einem 25-Hz-Netz, abgebaut |
| HGÜ Zürich–Wettingen                     | Schweiz Wettingen            | Schweiz Zürich                    |                              | 20                       | 50              | 0,5                                | 1939                       | Versuchsanlage, erbaut von BBC                                                                  |
| HGÜ Charlottenburg–Moabit                | Deutschland Berlin-Moabit    | Deutschland Berlin-Charlottenburg |                              | 4,6                      | 100             | 14                                 | 1942                       | Versuchsanlage, 1945 demontiert                                                                 |
| HGÜ Lehrte–Misburg                       | Deutschland Lehrte           | Deutschland Hannover-Misburg      | 5                            | 0                        | 80              | 16                                 | 1944                       | Versuchsanlage auf Basis von Lichtbogenstromrichtern, im Zweiten Weltkrieg zerstört             |
| Elbe-Projekt                             | Deutschland Vockerode        | Deutschland Berlin-Marienfelde    | 115                          | 0                        | 200             | 60                                 | 1945                       | ging nie in Betrieb, abgebaut                                                                   |
| HGÜ Trollhättan–Merud                    | Schweden Trollhättan         | Schweden Mellerud                 |                              | 90                       | 50              | 6,5                                | 1942                       | Versuchsanlage, 1945 demontiert                                                                 |

### Inbetriebnahme nach 1945
| Name                    | Stromrichter-Station 1                    | Stromrichter-Station 2 /…                | Länge Erd- / See- kabel (km) | Länge Frei- leitung (km) | Span- nung (kV) | Max. Über- tragungs- leistung (MW) | Jahr d. In- betrieb- nahme | Bemerkungen                                                                                                  |
| ----------------------- | ----------------------------------------- | ---------------------------------------- | ---------------------------- | ------------------------ | --------------- | ---------------------------------- | -------------------------- | --- |
| Moskau-Kaschira         | Russland Moskau                           | Russland Kaschira                        | 100                          |                          | 200             | 30                                 | 1951                       | stillgelegt (Datum unbekannt)                                                                                |
| HGÜ Gotland 1           | Schweden Västervik                        | Schweden Yigne                           | 98                           |                          | 200             | 20                                 | 1954                       | Stilllegung im Februar 1986                                                                                  |
| HGÜ Cross Channel       | Frankreich Echingen                       | UK Lydd                                  | 64                           |                          | 100             | 160                                | 1961                       | Stilllegung 1984                                                                                             |
| HGÜ Kontiskan 1         | Dänemark Vester Hassing                   | Schweden Stenkullen                      | 87                           | 89                       | 250             | 250                                | 1964                       | im August 2006 durch Neuanlage mit Thyristoren ersetzt                                                       |
| SACOI 1                 | Italien Suvereto bevor 1992: San Dalmazio | Frankreich Lucciana Italien Codrongianos | 304                          | 118                      | 200             | 200                                | 1965                       | 1986 Ersatz durch Thyristoren, mehrere Terminals                                                             |
| HVDC Inter-Island Link  | Neuseeland Benmore                        | Neuseeland Haywards                      | 40                           | 535                      | (+)270 (−)350   | 1240                               | 1965                       | die Neuanlage ist mit Thyristoren bestückt, die Altanlage dazu parallel geschaltet                           |
| HGÜ Wolgograd-Donbass   | Russland Volzhskaya                       | Ukraine Mikhailovskaya                   |                              | 475                      | 400             | 750                                | 1964                       | |
| HGÜ-Kurzkupplung Sakuma | Japan Sakuma                              | Japan Sakuma                             |                              |                          | 125             | 300                                | 1965                       | 1993 Ersatz durch einen mit Photothyristoren bestückten Stromrichter                                         |
| Pacific DC Intertie     | USA Oregon – Celilo                       | USA California – Sylmar                  |                              | 1362                     | 500             | 3100                               | 1970                       | 1972 musste die Stromrichterstation in Sylmar nach dem Sylmar-Erdbeben zum größten Teil rekonstruiert werden |
| Vancouver Island 1      | Kanada Delta, BC                          | Kanada North Cowichan, BC                | 33                           | 42                       | 260             | 312                                | 1968                       | |
| Nelson River Bipol 1    | Kanada Gillam                             | Kanada Rosser, Manitoba                  |                              | 895                      | 450             | 1620                               | 1971                       | |
| HGÜ Kingsnorth          | UK Kingsnorth                             | UK London Beddington London Willesden    | 85                           |                          | 266             | 640                                | 1975                       | einzige innerstädtische (London) und letzte mit Quecksilberdampfgleichrichtern erbaute Anlage                |

## Anlagen, die von Beginn an mitThyristorenbetrieben werden

### Inbetriebnahme bis 1980
| Name                            | Stromrichter-Station 1         | Stromrichter-Station 2       | Länge Erd- / See- kabel (km) | Länge Frei- leitung (km) | Span- nung (kV) | Max. Über- tragungs- leistung (MW) | Jahr d. In- betrieb- nahme | Bemerkungen |
| ------------------------------- | ------------------------------ | ---------------------------- | ---------------------------- | ------------------------ | --------------- | ---------------------------------- | -------------------------- | --- |
| HGÜ-Kurzkupplung Eel River      | Kanada Eel River, NB           | Kanada Eel River, NB         |                              |                          | 80              | 320                                | 1972                       | |
| Vancouver Island 2              | Kanada Delta, BC               | Kanada North Cowichan, BC    | 33                           | 42                       | 280             | 370                                | 1977                       | |
| HGÜ-Kurzkupplung David A. Hamil | USA Stegall (Nebraska)         | USA Stegall (Nebraska)       |                              |                          | ±50             | 100                                | 1977                       | |
| HGÜ-Kurzkupplung Shin Shinano   | Japan Shin Shinano             | Japan Shin Shinano           |                              |                          | 125             | 600                                | 1977                       | |
| Square Butte                    | USA Center, ND (Young)         | USA Adolph, MN (Arrowhead)   |                              | 749                      | 250             | 500                                | 1977                       | |
| HGÜ Cross-Skagerrak 1 + 2       | Dänemark Tjele                 | Norwegen Kristiansand        | 130                          | 100                      | 250             | 500                                | 1977                       | |
| CU                              | USA Underwood, ND (Coal Creek) | USA Rockford, MN (Dickinson) |                              | 710                      | ±400            | 1000                               | 1979                       | |
| HGÜ Hokkaido–Honshu             | Japan Hakodate                 | Japan Kamikita               | 44                           | 149                      | 250             | 300                                | 1979                       | |
| HGÜ Cahora Bassa                | Mozambique Songo               | Südafrika Apollo             |                              | 1420                     | ±533            | 1920                               | 1979                       | Die Thyristorventile sind nicht in einer Halle, sondern in ölgefüllten Containern im Freien untergebracht. Die Anlage wurde in den 1980er Jahren im Verlauf des Mosambikanischen Bürgerkriegs beschädigt und war 17 Jahre nicht in Betrieb. Sie wurde in Folge erneuert und 1998 wieder in Betrieb genommen. |

### Inbetriebnahme zwischen 1981 und 1990
| Name                                    | Stromrichter-Station 1          | Stromrichter-Station 2/…       | Länge Erd- / See- kabel (km) | Länge Frei- leitung (km) | Span- nung (kV) | Max. Über- tragungs- leistung (MW) | Jahr d. In- betrieb- nahme | Bemerkungen |
| --------------------------------------- | ------------------------------- | ------------------------------ | ---------------------------- | ------------------------ | --------------- | ---------------------------------- | -------------------------- | --- |
| HGÜ-Kurzkupplung Acaray                 | Paraguay Ciudad del Este        | Paraguay Ciudad del Este       |                              |                          | 25,6            | 50                                 | 1981                       | |
| HGÜ Inga–Shaba                          | Zaire Kolwezi                   | Zaire Inga                     |                              | 1700                     | 500             | 560                                | 1982                       | Die Freileitung dürfte die längste der Erde sein. Da sie überwiegend durch schwer zugängliches Terrain führt, wurde für jeden Pol eine separate Leitungstrasse gewählt. |
| HGÜ-Kurzkupplung Wyborg                 | Russland Wyborg                 | Russland Wyborg                |                              |                          | 85              | 1065                               | 1982                       | |
| Dürnrohr                                | Österreich Dürnrohr             | Österreich Dürnrohr            |                              |                          | 145             | 550                                | 1983                       | Oktober 1996 stillgelegt, 2007 demontiert |
| Gotland 2                               | Schweden Västervik              | Schweden Yigne                 | 92,9                         | 6,6                      | 150             | 130                                | 1983                       | |
| HGÜ-Kurzkupplung Eddy County            | USA Artesia, NM                 | USA Artesia, NM                |                              |                          | 82              | 200                                | 1983                       | |
| HGÜ-Kurzkupplung Oklaunion              | USA Oklaunion, TX               | USA Oklaunion, TX              |                              |                          | 82              | 200                                | 1984                       | |
| HGÜ-Kurzkupplung Blackwater             | USA Blackwater, NM              | USA Blackwater, NM             |                              |                          | 57              | 200                                | 1984                       | |
| Châteauguay-Gleichstromkurzkupplung     | Kanada Saint-Constant, QC       | Kanada Saint-Constant, QC      |                              |                          | 140             | 1000                               | 1984                       | Größte GKK in Nordamerika |
| HGÜ Itaipu 2                            | Brasilien Foz do Iguaçu, Paraná | Brasilien São Roque, São Paulo |                              | 805                      | ±600            | 3150                               | 1984                       | Hersteller: ABB |
| HGÜ Itaipu 1                            | Brasilien Foz do Iguaçu, Paraná | Brasilien São Roque, São Paulo |                              | 785                      | ±600            | 3150                               | 1984                       | Hersteller: ABB |
| HGÜ-Kurzkupplung Madawaska              | Kanada Degelis                  | Kanada Degelis                 |                              |                          | 140             | 350                                | 1985                       | |
| HGÜ-Kurzkupplung Miles City             | USA Miles City                  | USA Miles City                 |                              |                          | 82              | 200                                | 1985                       | |
| HGÜ-Kurzkupplung Highgate               | USA Highgate, VT                | USA Highgate, VT               |                              |                          | 56              | 200                                | 1985                       | |
| Nelson River Bipol 2                    | Kanada Sundance                 | Kanada Rosser                  |                              | 937                      | ±500            | 1800                               | 1985                       | |
| HGÜ Cross-Channel (neu)                 | Frankreich Les Mandarins        | Großbritannien Sellindge       | 72                           |                          | ±270            | 2000                               | 1986                       | 2 bipolare Systeme |
| HGÜ-Kurzkupplung Uruguaiana             | Brasilien Uruguaiana            | Brasilien Uruguaiana           |                              |                          | 17,9            | 53,9                               | 1986                       | |
| Intermountain                           | USA Intermountain, Utah         | USA Adelanto, California       |                              | 785                      | ±500            | 1920                               | 1986                       | |
| HGÜ-Kurzkupplung Broken Hill            | Australien Broken Hill          | Australien Broken Hill         |                              |                          | 8,33            | 40                                 | 1986                       | |
| Gotland 3                               | Schweden Västervik              | Schweden Yigne                 | 98                           |                          | 150             | 130                                | 1987                       | |
| HGÜ Zhoushan                            | China Ningbo                    | China Gao Tongge               | 12                           | 42                       | 100             | 50                                 | 1987                       | |
| Kontiskan 2                             | Dänemark Vester, Hassing        | Schweden Lindome               | 87                           | 60                       | 285             | 300                                | 1988                       | |
| HGÜ-Kurzkupplung Virginia Smith         | USA Sidney, Nebraska            | USA Sidney, Nebraska           |                              |                          | 500             | 200                                | 1988                       | [ 3 ] |
| HGÜ-Kurzkupplung McNeill                | Kanada Mc Neill, Alberta        | Kanada Mc Neill, Alberta       |                              |                          | 42              | 150                                | 1989                       | |
| Gezhouba–Shanghai „GeSha“ oder „Ge-Nan“ | China Gezhouba                  | China Nan Qiao                 |                              | 1046                     | ±500            | 1200                               | 1989                       | Hersteller: Siemens |
| HGÜ Fenno-Skan                          | Finland Rauma                   | Schweden Dannebo               | 200                          | 33                       | 400             | 500                                | 1989                       | |
| HGÜ-Kurzkupplung Vindhyachal            | Indien Vindhyachal              | Indien Vindhyachal             |                              |                          | 176             | 500                                | 1989                       | |
| HGÜ Sileru–Barsoor                      | Indien Sileru                   | Indien Barsoor                 |                              | 196                      | 200             | 400                                | 1989                       | |

### Inbetriebnahme zwischen 1991 und 2000
| Name                              | Stromrichter-Station 1                    | Stromrichter-Station 2/…                                                      | Länge Erd- / See- kabel (km) | Länge Frei- leitung (km) | Span- nung (kV) | Max. Über- tragungs- leistung (MW) | Jahr d. In- betrieb- nahme | Bemerkungen                                                                 |
| --------------------------------- | ----------------------------------------- | ----------------------------------------------------------------------------- | ---------------------------- | ------------------------ | --------------- | ---------------------------------- | -------------------------- | --------------------------------------------------------------------------- |
| HGÜ Québec – Neuengland           | Kanada Radisson, QC                       | Kanada Nicolet, QC Kanada Des Cantons, QC USA Comerford, NH USA James Bay, MA | 5                            | 1100                     | ±450            | 2000                               | 1991                       | 3 Zwischenstationen. Hersteller: ABB                                        |
| HGÜ Rihand–Delhi                  | Indien Rihand                             | Indien Dadri                                                                  |                              | 814                      | ±500            | 1500                               | 1992                       |                                                                             |
| Cross-Skagerrak 3                 | Dänemark Tjele                            | Norwegen Kristiansand                                                         | 130                          | 100                      | 350             | 500                                | 1993                       | Upgrade 2014 in Verbindung mit Cross-Skagerrak 4                            |
| Inter-Island Neuseeland 2         | Neuseeland Benmore                        | Neuseeland Haywards                                                           | 40                           | 570                      | 350             | 640                                | 1992                       |                                                                             |
| HGÜ-Kurzkupplung Wolmirstedt      | Deutschland Wolmirstedt                   | Deutschland Wolmirstedt                                                       |                              |                          | 160             | 600                                | (1992)                     | Bau wurde im April 1990 eingestellt. Stromrichterhalle, heute Recyclinghof. |
| SACOI 2                           | Italien Suvereto bevor 1992: San Dalmazio | Frankreich Lucciana Italien Codrongianos                                      | 118                          | 304                      | 200             | 300                                | 1992                       | mehrere Terminals                                                           |
| GKK Etzenricht                    | Deutschland Etzenricht                    | Deutschland Etzenricht                                                        |                              |                          | 160             | 600                                | 1993                       | stillgelegt im Oktober 1995, 2009 demontiert                                |
| GK Wien-Südost                    | Österreich Wien                           | Österreich Wien                                                               |                              |                          | 142             | 600                                | 1993                       | stillgelegt im Oktober 1996, 2007 demontiert                                |
| Baltic Cable                      | Deutschland Lübeck-Herrenwyk              | Schweden Kruseberg                                                            | 250                          | 12                       | 450             | 600                                | 1993                       |                                                                             |
| HGÜ Haenam–Cheju                  | Südkorea Haenam                           | Südkorea Jeju                                                                 | 101                          |                          | 180             | 300                                | 1996                       |                                                                             |
| Kontek                            | Dänemark Bjaeverskov                      | Deutschland Bentwisch                                                         | 170                          |                          | 400             | 600                                | 1996                       |                                                                             |
| HGÜ Chandrapur–Padghe             | Indien Chandrapur ?                       | Indien Padghe                                                                 |                              | 900                      | ±500            | 1500                               | 1997                       |                                                                             |
| HGÜ Leyte – Luzon                 | Philippinen Ormoc, Leyte                  | Philippinen Naga, Camarines Sur                                               | 21                           | 430                      | 400             | 1600                               | 1998                       |                                                                             |
| HGÜ-Kurzkupplung Chandrapur       | Indien Chandrapur                         | Indien Chandrapur                                                             |                              |                          | 205             | 1000                               | 1998                       |                                                                             |
| HGÜ-Kurzkupplung Welch-Monticello | USA Welch-Monticello, TX Kraftwerk Welch  | USA Welch-Monticello, TX Kraftwerk Monticello                                 |                              |                          | 162             | 600                                | 1998                       |                                                                             |
| Vizag I                           | Indien Visakhapatnam Gazuwaka             | Indien Visakhapatnam Gazuwaka                                                 |                              |                          | 176             | 500                                | 1999                       |                                                                             |
| HGÜ-Kurzkupplung Minami-Fukumitsu | Japan Minami-Fukumitsu                    | Japan Minami-Fukumitsu                                                        |                              |                          | 125             | 300                                | 1999                       |                                                                             |
| HGÜ Visby–Nas                     | Schweden Nas                              | Schweden Visby                                                                | 70                           |                          | 80              | 50                                 | 1999                       |                                                                             |
| HGÜ Kii Channel                   | Japan Anan                                | Japan Kihoku                                                                  | 50                           | 50                       | 500             | 1400                               | 2000                       |                                                                             |
| Swepol                            | Poland Bruskowo Wielkie                   | Schweden Stärnö                                                               | 245                          |                          | 450             | 600                                | 2000                       |                                                                             |
| HGÜ-Kurzkupplung Garabi           | Brasilien Garabi                          | Brasilien Garabi                                                              |                              |                          | ±70             | 400                                | 2000                       |                                                                             |
| HGÜ-Kurzkupplung Rivera           | Uruguay Rivera                            | Uruguay Rivera                                                                |                              |                          | ± 20            | 70                                 | 2000                       |                                                                             |

### Inbetriebnahme von 2001 bis 2007
| Name                                       | Stromrichter-Station 1          | Stromrichter-Station 2/…        | Länge Erd- / See- kabel (km) | Länge Frei- leitung (km) | Span- nung (kV) | Max. Über- tragungs- leistung (MW) | Jahr d. In- betrieb- nahme | Bemerkungen |
| ------------------------------------------ | ------------------------------- | ------------------------------- | ---------------------------- | ------------------------ | --------------- | ---------------------------------- | -------------------------- | --- |
| HGÜ Italien–Griechenland                   | Griechenland Arachthos          | Italien Galatina                | 313                          | 110                      | 400             | 500                                | 2001                       | |
| TSQ                                        | China Tianshengqiao             | China Guangzhou                 |                              | 960                      | ±500            | 1800                               | 2001                       | Hersteller: Siemens                                                                                                   |
| HGÜ Moyle                                  | Großbritannien Auchencrosh      | Nordirland Ballycronan More     | 63,5                         |                          | 250             | 250                                | 2001                       | |
| HGÜ ESI II                                 | Indien Talcher, Orissa          | Indien Kolar, Karnataka         |                              | 1450                     | ±500            | 2000                               | 2002                       | [ 3 ] |
| HGÜ Thailand–Malaysia                      | Thailand Khlong Ngae            | Malaysia Gurun                  |                              | 110                      | 300             | 300                                | 2002                       | |
| HGÜ Shengsi                                | China Schengsi                  | China Anabasis Sizu             | 63,21                        | 2,99                     | ±50             | 60                                 | 2002                       | [ 7 ] |
| HGÜ Dreischluchtendamm–Changzhou           | China Longquan                  | China Zhengping                 |                              | 860                      | ±500            | 3000                               | 2003                       | Von der Nordbank der Drei Schluchten nach Zhengping, 200 km from Shanghai in the East grid. Hersteller: ABB / Siemens |
| HGÜ-Kurzkupplung Sasaram                   | Indien Sasaram                  | Indien Sasaram                  |                              |                          | 205             | 500                                | 2003                       | |
| HGÜ-Kurzkupplung Rapid City                | USA Rapid City, South Dakota    | USA Rapid City, South Dakota    |                              |                          | 13              | 200                                | 2003                       | abb.com |
| Guizhou-Guangdong I (GuG I)                | China Anshun, Guizhou           | China Zhaoqing, Guangdong       |                              | 980                      | ±500            | 3000                               | 2004                       | Hersteller: Siemens                                                                                                   |
| HGÜ Dreischluchtendamm-Guangdong – Huizhou | China Jingzhou                  | China Huizhou                   |                              | 940                      | 500             | 3000                               | 2004                       | Hersteller: ABB |
| HGÜ-Kurzkupplung Vizag II                  | Indien Visakhapatnam            | Indien Visakhapatnam            |                              |                          | 176             | 500                                | 2005                       | Hersteller: ABB |
| Basslink                                   | Australien LoyYang              | Australien GeorgeTown, Tasmania | 298,3                        | 71,8                     | 400             | 600                                | 2005                       | [ 3 ] [ 11 ] |
| HGÜ-Kurzkupplung Lingbao                   | China Lingbao                   | China Lingbao                   |                              |                          | 168             | 360                                | 2005                       | |
| HGÜ-Kurzkupplung Lamar                     | USA Lamar Co., CO               | USA Lamar Co., CO               |                              |                          | 63,6            | 210                                | 2005                       | Hersteller: Siemens; Kombination von HGÜ-Kurzkupplung und Leistungsflusskontrolle (GPFC)                              |
| HGÜ Dreischluchtendamm-Shanghai            | China Yidu                      | China Shanghai                  |                              | 900                      | ±500            | 3000                               | 2006                       | Hersteller: ABB |
| Higashi-Shimizu Frequency Converter        | Japan Shimuzu                   | Japan Shimuzu                   |                              |                          | 125             | 300                                | 2006                       | |
| HGÜ-Kurzkupplung Sharyland                 | USA Sharyland, TX               | USA Sharyland, TX               |                              |                          | 21              | 150                                | 2007                       | |
| Guizhou-Guangdong II (GuG II)              | China Xingren                   | China Shenzhen                  |                              | 1225                     | ±500            | 3000                               | 2007                       | Hersteller: Siemens                                                                                                   |
| Neptune                                    | USA Long Island (Hicksville) NY | USA Sayreville, NJ              | 105                          |                          | 500             | 660                                | 2007                       | Hersteller: Siemens                                                                                                   |

### Inbetriebnahme ab 2008
| Name                                      | Stromrichter-Station 1     | Stromrichter-Station 2/…           | Länge Erd- / Seekabel (km)                | Länge Frei- leitung (km) | Span- nung (kV) | Max. Über- tragungs- leistung (MW) | Jahr d. In- betrieb- nahme | Bemerkungen                                                                             |
| ----------------------------------------- | -------------------------- | ---------------------------------- | ----------------------------------------- | ------------------------ | --------------- | ---------------------------------- | -------------------------- | --------------------------------------------------------------------------------------- |
| GKK Al Fadhili                            | Saudi-Arabien Al Fadhili   | Saudi-Arabien Al Fadhili           |                                           |                          |                 | 1800                               | 2008                       | 85.91.240.105                                                                           |
| GKK HeiHe                                 | China Heihe                | China Heihe                        |                                           |                          |                 | 750                                | 2008                       |                                                                                         |
| GKK Gaoling                               | China Gaoling              | China Gaoling                      |                                           |                          |                 | 1500                               | 2008                       |                                                                                         |
| NorNed                                    | Niederlande Eemshaven      | Norwegen Feda                      | 580                                       |                          | 450             | 700                                | 2008                       | Hersteller: ABB                                                                         |
| Lévis-Enteiser                            | Kanada Lévis               | Kanada Lévis                       |                                           | 27–242                   | ±17,4           | 250                                | 2008                       | Anlage zur Leitungsenteisung. Normalbetrieb: Statischer Blindleistungskompensator (SVC) |
| HGÜ Ballia–Bhiwadi                        | Indien Ballia              | Indien Bhiwadi                     |                                           | 780                      | ±500            | 2500                               | 2011                       | Hersteller: Siemens                                                                     |
| HGÜ-Kurzkupplung Outaouais                | Kanada Outaouais           | Kanada Outaouais                   |                                           |                          | 315             | 625 (2×)                           | 2009                       | geplante Fertigstellung 2009, Hersteller: ABB                                           |
| SAPEI                                     | Italien Latina             | Italien Fiume Santo                | 440                                       |                          | 500             | 500                                | 2009*                      | geplante Fertigstellung 2008/09, Hersteller: ABB                                        |
| HGÜ Yunnan-Guangdong                      | China Chuxiong, Yunnan     | China Zengcheng, Guangdong         |                                           | 1418                     | ±800            | 5000                               | 2010                       | Hersteller: Siemens ptd.siemens.de                                                      |
| HGÜ Xianjiaba–Shanghai                    | China Fulong               | China Fengxian                     |                                           | 2071                     | ±800            | 6400                               | 2010*                      | Fertigstellung 2010 Monopol, 2011 Bipol Hersteller: Siemens, ABB                        |
| HGÜ Ningxia – Tianjing                    | China – Ningxia            | China – Tianjing                   |                                           |                          |                 | 3000                               | 2010                       |                                                                                         |
| HGÜ Baoji-Denjang                         | China – Baoji              | China – Denjang                    |                                           |                          | ±500            | 3000                               | 2010                       |                                                                                         |
| HGÜ Qinghai–Tibet                         | China – Geermu             | China – Lhasa                      |                                           | 1038                     | 500             | 1200                               | 2010                       |                                                                                         |
| Ningxia–Shandong                          | China – Yinchuan           | China – Qingdao                    |                                           | 1038                     | 500             | 1200                               | 2010                       |                                                                                         |
| HGÜ Hulunbeir-Liaoning                    | China – Hulunbeir          | China – Shenyang                   |                                           | 920                      | ±500            | 3000                               | 2010                       |                                                                                         |
| Great Belt Power Link oder HGÜ StoreBaelt | Dänemark Fraugde           | Dänemark Herslev                   | 56                                        |                          | 400             | 600                                | 2010                       | Hersteller: Siemens                                                                     |
| HGÜ-Kurzkupplung Melo                     | Uruguay Melo               | Uruguay Melo                       |                                           |                          | ?               | 500                                | 2011                       | Fertigstellung 2011, Hersteller: Areva                                                  |
| BritNed                                   | Großbritannien Grain       | Niederlande Maasvlakte             | 245                                       |                          | 450             | 1000                               | 2011                       | Fertigstellung 2010, Inbetriebnahme 2011, Hersteller: Siemens                           |
| Cometa                                    | Spanien Morvedre           | Spanien Santa Ponsa                | 247                                       |                          | 250             | 400                                | 2011*                      | geplante Fertigstellung 2011 Hersteller: PRYSMIAN/NEXANS/Siemens                        |
| HGÜ Sumatra–Java                          | Indonesien Java            | Indonesien Sumatra                 | 700                                       |                          | 500             | 3000                               | 2011*                      | geplante Fertigstellung 2011 Hersteller: ?                                              |
| HGÜ Hubei – Shanghai                      | China – Jingmen            | China – Fenjing                    |                                           | 970                      | 500             | 3000                               | 2011                       |                                                                                         |
| HGÜ Fenno-Skan 2                          | Finland Rauma              | Schweden Dannebo                   | 200                                       | 103                      | 500             | 800                                | 2011                       |                                                                                         |
| HGÜ Jindo–Jeju 2                          | Korea Jeju                 | Korea Jindo                        | 119                                       |                          | 250             | 200 (2×)                           | 2011*                      | geplante Fertigstellung 2011 Hersteller: ?                                              |
| HGÜ Nord Shaanxi – Shandong               | China                      | China                              |                                           |                          |                 | 3000                               | 2011                       |                                                                                         |
| GKK Shandong – Ost                        | China                      | China                              |                                           |                          |                 | 1200                               | 2011                       |                                                                                         |
| HGÜ Jinping-Sunan                         | China Jinping, Sichuan     | China Sunan, Junan                 | 2059                                      |                          | ±800            | 7200                               | 2012                       |                                                                                         |
| HGÜ Rio Madeira                           | Brasilien – Porto Velho    | Brasilien – Araraquara             |                                           | > 2500                   | ±600            | 3150                               | 2012                       |                                                                                         |
| HGÜ-Kurzkupplung Rio Madeira              | Brasilien – Porto Velho    | Brasilien – Porto Velho            |                                           |                          | ?               | 800                                | 2012                       |                                                                                         |
| HGÜ Mundra–Haryana Adani                  | Indien Mundra, Gujarat     | Indien Mohindergarh, Haryana       |                                           | 960                      | ±500            | 2500                               | 2012                       | Hersteller: Siemens ptd.siemens.de                                                      |
| GKK Nord – Zentral                        | China                      | China                              |                                           |                          |                 | 1000                               | 2012                       |                                                                                         |
| HGÜ Xiluodo – Guangdong                   | China Zhaotong, Yunnan     | China Conghua, Guangdong           |                                           | 1286                     | 500             | 5000                               | 2013                       | produktion.de                                                                           |
| HGÜ Jinhong – Thailand                    | China                      | Thailand                           |                                           |                          |                 | 3000                               | 2013                       |                                                                                         |
| HGÜ-Kurzkupplung Akhaltsikhe              | Georgien Akhaltsikhe       | Georgien Akhaltsikhe               |                                           |                          | 96              | 700                                | 2013                       |                                                                                         |
| HGÜ-Kurzkupplung Ridgefield               | USA Ridgefield             | USA Ridgefield                     |                                           |                          | 185             | 660                                | 2013                       |                                                                                         |
| HGÜ-Kurzkupplung Bheramara                | Bangladesch, Bheramara     | Bangladesch, Bheramara             |                                           |                          | 158             | 500                                | 2013                       |                                                                                         |
| Stadteinspeisung Dalian                   | China – Dalian-Nord        | China – Dalian-Süd                 | 43                                        |                          | ±320            | 1000                               | 2013                       | epri.sgcc.com.cn                                                                        |
| HGÜ Xiluodo – Hunan                       | China                      | China                              |                                           |                          | ±800            | 6400                               | 2014                       |                                                                                         |
| Südliche HGÜ Hami–Zhengzhou               | China Agra                 | China Agra                         |                                           | 2210                     | ±800            | 8000                               | 2014                       | HGÜ mit der höchsten Übertragungsleistung der Welt (Stand 2014)                         |
| HGÜ Biswanath–Agra                        | Indien Agra                | Indien Alipurduar Indien Biswanath |                                           | 1825                     | ±800            | 6000                               | 2014*                      | geplante Fertigstellung 2014/2015 als Bipol                                             |
| GKK Mogotscha                             | Russland Mogotscha         | Russland Mogotscha                 |                                           |                          | ?               | ?                                  | 2014                       | tdworld.com                                                                             |
| Estlink 2                                 | Finnland Anttila           | Estland Püssi                      | 157                                       | 14                       | 450             | 650                                | 2014                       | Hersteller: Siemens (Umspannwerke) siemens.com, NEXANS (Kabel)                          |
| Railroad DC Tie                           | USA Sharyland, TX          | USA Sharyland, TX                  |                                           |                          | 21              | 150                                | 2014                       | abb.com                                                                                 |
| Eastern Alberta Transmission Line         | Kanada Newell              | Kanada Heathfield                  |                                           | 485                      | 500             | 1000                               | 2014                       |                                                                                         |
| Western Alberta Transmission Line         | Kanada Genesee             | Kanada Langdon                     |                                           | 485                      | 500             | 1000                               | 2014                       |                                                                                         |
| HGÜ Humeng – Schandong                    | China                      | China                              |                                           |                          | ±800            | 6400                               | 2015                       |                                                                                         |
| HGÜ Xiluodo – Hanzhou                     | China                      | China                              |                                           |                          | ±800            | 6400                               | 2015                       |                                                                                         |
| HGÜ Irkutsk – Peking                      | Russland – Irkutsk         | China – Beijing                    |                                           |                          | ±800            | 6400                               | 2015                       |                                                                                         |
| HGÜ Nuozhadu – Guangdong                  | China Puer, Yunnan         | China Jiangmen, Guangdong          |                                           | 1451                     | ±800            | 5000                               | 2013                       | produktion.de                                                                           |
| HGÜ Western Link                          | Großbritannien, Hunterston | Großbritannien, Connah's Quay      | 414                                       |                          | 600             | 2200                               | 2015                       | Hersteller: Siemens (Umspannstationen), Prysmian (Kabel) siemens.com                    |
| HGÜ-Kurzkupplung Alytus                   | Litauen – Alytus           | Litauen – Alytus                   |                                           |                          | ?               | 1000                               | 2015                       |                                                                                         |
| HGÜ Jinschafluß II – Ostchina             | China                      | China                              |                                           |                          | ±800            | 6400                               | 2016                       |                                                                                         |
| HGÜ Goupitan – Guangdong                  | China                      | China                              |                                           |                          |                 | 3000                               | 2016                       |                                                                                         |
| Shetland HVDC Connection                  | UK – Upper Kergord Valley  | UK – Blackhillock                  | 345                                       |                          |                 | 550                                | 2016                       |                                                                                         |
| HGÜ Jinschafluß II – Fujian               | China                      | China                              |                                           |                          | ±800            | 6400                               | 2018                       |                                                                                         |
| HGÜ Humeng – Liaoning                     | China                      | China                              |                                           |                          | ±800            | 6400                               | 2018                       |                                                                                         |
| HGÜ Humeng – Liaoning                     | China                      | China                              |                                           |                          | ±800            | 6400                               | 2018                       |                                                                                         |
| HGÜ Hami – Central China                  | China                      | China                              |                                           |                          | ±800            | 6400                               | 2018                       |                                                                                         |
| Nelson River Bipol 3                      | Kanada Keewatinoow         | Kanada Rosser                      |                                           | 1324                     | ±500            | 2000                               | 2018                       |                                                                                         |
| HGÜ Ekibastus-Zentrum                     | Kasachstan Ekibastus       | Russland Tambow                    |                                           | 2400                     | 750             | 6000                               | ?                          | unvollendet, fast vollständig abgerissen                                                |
| HGÜ Bakun                                 | Malaysia Similajau         | Malaysia Bentong                   | 670                                       | 1030                     | 500             | ?                                  | ?                          |                                                                                         |
| HGÜ Schanghai-Schensi                     | China Schanghai            | China Schensi                      |                                           |                          | ±500            | ?                                  | ?                          |                                                                                         |
| Cross-Skagerrak 4                         | Dänemark Viborg            | Norwegen Kristiansand              | 137                                       | 102                      | 500             | 700                                | 2014                       | dänischer Windstrom, norwegische Wasserspeicher golem.de statnett.no                    |
| Nemo Link                                 | Großbritannien Richborough | Belgien Seebrügge                  | ca. 140 km                                |                          | ±400            | 1000                               | 2019                       | Auftragsnehmer Siemens                                                                  |
| NordLink                                  | Deutschland Wilster        | Norwegen Tonstad                   | 570 km (516 km Seekabel, 54 km Landkabel) | 53 km                    | ±525            | 1400                               | 2021                       | Hersteller ABB prognos.com                                                              |
| HGÜ Kenia-Äthiopien                       | Äthiopien Wolayta          | Kenia Suswa                        |                                           | 1045 km                  | ±500            | 2000                               | 2021                       | 3 Monate Testbetrieb ab Februar 2021                                                    |
| NSN Link                                  | Großbritannien Blyth       | Norwegen Kvilldal                  | > 700 km                                  |                          | ±515            | 1200                               | [veraltet]2021             | [ 23 ]                                                                                  |

## Anlagen, die von Beginn an mitIGBTsbetrieben wurden
(auch bekannt unter den Namen HVDC light (ABB) und HVDC plus (Siemens))
| Name                                   | Stromrichter-Station 1              | Stromrichter-Station 2/…                                        | Länge Land-/ See- kabel (km)     | Länge Frei- leitung (km) | Span- nung (kV) | Max. Über- tragungs- leistung (MW) | Jahr d. In- betrieb- nahme | Bemerkungen |
| -------------------------------------- | ----------------------------------- | --------------------------------------------------------------- | -------------------------------- | ------------------------ | --------------- | ---------------------------------- | -------------------------- | --- |
| Hellsjön–Grängesberg                   | Schweden Hellsjön                   | Schweden Grängesberg                                            |                                  | 10                       | 180             | 3                                  | 1997                       | Versuchsanlage |
| HGÜ-Kurzkupplung Eagle Pass, Texas     | USA, Texas Eagle Pass               | USA, Texas Eagle Pass                                           |                                  |                          | 15,9            | 36                                 | 2000                       | |
| HGÜ Tjæreborg                          | Dänemark Tjæreborg/Enge             | Dänemark Tjæreborg Umspannwerk                                  | 4,3                              |                          | 9               | 7                                  | 2000                       | Verbindung von Windenergieanlagen |
| Directlink                             | Australien Mullumbimby              | Australien Bungalora                                            | 59                               |                          | 80              | 180                                | 2000                       | Erdkabel |
| Querung des Sunds von Long Island      | USA, Connecticut New Haven          | USA Shoreham, Long Island                                       | 40                               |                          | 150             | 330                                | 2002                       | eingegrabenes Seekabel |
| Murraylink                             | Australien Red Cliffs               | Australien Berri                                                | 177                              |                          | 300 (±150)      | 220                                | 2002                       | Erdkabel |
| HGÜ Troll A                            | Norwegen Kollsnes                   | Norwegen Offshore-Plattform Troll A                             | 70                               |                          | 60              | 80                                 | 2004                       | Stromversorgung für Gaskompressor, Hersteller: ABB |
| Estlink                                | Estland Harku                       | Finland Espoo                                                   | 105                              |                          | 150             | 350                                | 2006                       | Hersteller: ABB |
| BorWin 1                               | Deutschland Diele                   | deutsche AWZ BorWin alpha                                       | 78 km Landkabel, 125 km Seekabel |                          | 300 (±150)      | 400                                | 2010                       | Hersteller: ABB |
| Trans Bay Cable / San Francisco Bay    | USA, Kalifornien East Bay – Oakland | USA, Kalifornien San Francisco                                  | 88                               |                          | 200             | 400                                | 2010                       | Hersteller: Siemens & Pirelli |
| HGÜ Valhall                            | Norwegen Lista                      | Norwegen Offshore-Plattform Valhall                             | 292                              |                          | 150             | 78                                 | 2009                       | |
| Sydvästlänken                          | Schweden Barkeryd (Nassjö)          | Schweden Hurva (Hörby)                                          | 197                              | 63                       | 600 (±300)      | 2 × 660                            | 2014/2015                  | zwei parallele HGÜ-Systeme über Land (hier mit 260 km Trassenlänge), ggf. Muster für HGÜ-Landverbindungen in Deutschland (falls Kabel- und Freileitungen in Serie und aus wirtschaftlichen Gründen mit begrenzter Kabelspannung auf z. B. auf ±525 kV)                                                          |
| Caprivi Link                           | Namibia Gerus                       | Namibia Zambezi                                                 |                                  | 970                      | 500             | 300                                | 2010                       | |
| Great Belt Power Link (Storebælt HVDC) | Dänemark Fraugde (Fünen)            | Dänemark Herslev (Seeland)                                      | 26 km Landkabel, 32 km Seekabel  |                          | 400             | 600                                | 2010                       | Hersteller: Siemens (Umspannwerke) siemens.com, ABB (Kabel) library.e.abb.com |
| East-West Interconnector               | Großbritannien Shotton              | Irland Woodland                                                 | 130                              |                          | 400 (±200)      | 500                                | 2012                       | |
| Windfarmintegration Nanhui             | China                               | China                                                           | 8.4                              |                          | ±30             | 18                                 | 2011                       | epri.sgcc.com.cn |
| BorWin 2                               | Deutschland Diele                   | deutsche AWZ BorWin beta                                        | 78 km Landkabel, 125 km Seekabel |                          | 600 (±300)      | 800                                | 2013 tennettso.de          | Hersteller: Siemens Energy |
| HGÜ Nanao                              | China Sucheng                       | China Jinniu , China Qingdao                                    | 10                               | 32                       | ±160            | 200                                | 2013                       | |
| DolWin 1                               | Deutschland Heede (Dörpen)          | deutsche AWZ DolWin alpha                                       | 90 km Landkabel, 75 km Seekabel  |                          | 640 (±320)      | 800                                | 2014                       | Hersteller: ABB abb.com |
| HGÜ Zhouschan-Zhejiang                 | China Zhouschan                     | China Quschan ; China Daischan ; China Jangschan ; China Sijiao | 134 km Seekabel                  |                          | 400 (±200)      | 400                                | 2014                       | Hersteller: C-EPRI Electric Power Engineering Co.,Ltd |
| HelWin 1                               | Deutschland Büttel                  | deutsche AWZ HelWin alpha                                       | 45 km Landkabel, 85 km Seekabel  |                          | 500 (±250)      | 576                                | 2015                       | Hersteller: Siemens tennettso.de |
| SylWin 1                               | Deutschland Büttel                  | deutsche AWZ SylWin alpha                                       | 45 km Landkabel, 160 km Seekabel |                          | 640 (±320)      | 864                                | 2015                       | Hersteller: Siemens tennettso.de |
| HGÜ-Kurzkupplung Mackinac              | USA St. Ignace, Michigan            | USA St. Ignace, Michigan                                        |                                  |                          | 70              | 200                                | 2014                       | Hersteller: ABB |
| INELFE                                 | Frankreich Baixas                   | Spanien Santa Llogaia                                           | 64                               |                          | 640 (±320)      | 2 × 1000                           | 2014                       | zwei parallele HGÜ-Systeme über Land (hier mit 64 km Trassenlänge), davon rd. 8 km im Pyrenäen-Autobahntunnel, ggf. Muster für andere HGÜ-Landverbindungen, aktueller Stand ist das 320-kV-Kunststoffkabel, Langzeiterfahrungen mit 525-kV-Kunststoffkabeln fehlen noch; Hersteller: Siemens energy.siemens.com |
| NordBalt                               | Schweden Nybro                      | Litauen Klaipėda                                                | 450                              |                          | 300             | 700                                | 2015                       | Hersteller: ABB abb.com |
| DolWin 2                               | Deutschland Heede (Dörpen)          | deutsche AWZ DolWin beta                                        | 90 km Landkabel, 45 km Seekabel  |                          | 640 (±320)      | 916                                | 2016                       | Hersteller: ABB abb.com |
| HelWin 2                               | Deutschland Büttel                  | deutsche AWZ HelWin beta                                        | 45 km Landkabel, 85 km Seekabel  |                          | 640 (±320)      | 690                                | 2015                       | Hersteller: Siemens tennettso.de |
| Mehrpunktanbindung Zhoushan            | China                               | China                                                           | 134                              |                          | ±200            | 400                                | ?                          | epri.sgcc.com.cn |
| ElecLink                               | Frankreich Peuplingues              | England Folkestone                                              | 51 km im Eurotunnel              |                          | 320             | 1000                               | 2022                       | Hersteller: Siemens (Konverterstationen), Prysmian und Balfour Beatty (Kabel) Verläuft durch den Servicetunnel des Eurotunnels. www.eleclink.co.uk |
| HGÜ Åland-Finnland                     | Finnland Nådendal                   | Finnland Ytterby                                                | 158                              |                          | 160 (±80)       | 100                                | 2015                       | Hersteller: ABB abb.com |
| DolWin 3                               | Deutschland Heede (Dörpen)          | deutsche AWZ DolWin gamma                                       | 79 km Landkabel, 83 km Seekabel  |                          | 640 (±320)      | 900                                | 2017/2018                  | Hersteller: Alstom tennet.eu |
| HGÜ MON.ITA                            | Italien Cepagatti                   | Montenegro Lastva Grbaljska                                     | 415                              |                          | ±500            | 1000                               | 2017                       | Hersteller: Toshiba |
| HGÜ-Kurzkupplung Mogocha               | Russland Mogocha                    | Russland Mogocha                                                |                                  |                          | ±32             | 200                                | 2017                       | tdworld.com |
| HGÜ Caithness Moray                    | Großbritannien Spittal              | Großbritannien Blackhillock                                     | 160 km Seekabel                  |                          | 320             | 1200                               | 2018                       | Hersteller: ABB |
| HGÜ-Kurzkupplung Khani                 | Russland Khani                      | Russland Khani                                                  |                                  |                          | ±32             | 200                                | 2019                       | tdworld.com |
| HGÜ-Kurzkupplung Bentwisch             | Deutschland Bentwisch               | Deutschland Bentwisch                                           |                                  |                          | ±140            | 410                                | 2019                       | |
| Neue HGÜ Hokkaido-Honschu              | Japan Imabetsu                      | Japan Hokuto                                                    | 22                               | 98                       | 250             | 300                                | 2019                       | cigre2019.jp |
| BorWin 3                               | Deutschland Emden Ost               | deutsche AWZ BorWin gamma                                       | 78 km Landkabel, 82 km Seekabel  |                          | 640 (±320)      | 900                                | 2019 tennettso.de          | Hersteller: Siemens Energy |
| ALEGrO                                 | Deutschland Oberzier                | Belgien Lixhe                                                   | 100 km Landkabel                 |                          | 320             | 1000                               | 2020                       | Hersteller: Siemens |
| IFA2                                   | Frankreich Tourbe                   | England Daedalus                                                | 208 km Seekabel                  |                          | 320             | 1000                               | 2021                       | Hersteller: ABB |
| NSN Link                               | Großbritannien Blyth                | Norwegen Kvilldal                                               | > 700 km                         |                          | ±515            | 1400                               | 2021                       | [ 28 ] |
| COBRAcable                             | Dänemark Endrup                     | Niederlande Eemshaven                                           | ca. 325 km                       |                          | ±320            | 700                                | 2019                       | Hersteller: Siemens |
| Celtic Link                            | Irland                              | Frankreich                                                      | ca. 600 km                       |                          |                 | 700                                | 2025                       | [ 29 ] |
| SuedLink DC3                           | Deutschland SH: Brunsbüttel         | Deutschland BW: Großgartach                                     | ca. 700 km                       |                          | ±525            | 2000                               | 2027                       | Hersteller Siemens Energy |
|                                        | China Guquan (Anhui)                | China Changji (Xinjiang)                                        |                                  | 3324                     | ±1100           | max. 12000                         | 2017                       | Hersteller Siemens |

## Anlagen, in denen sowohl Erzeuger als auch Verbraucher direkt mit Gleichstrom arbeiteten
| Name              | In- und ggf. Außerbetriebnahme | Verlauf                      | Länge                             | Betriebsdaten         | Bemerkungen                                                                                        |
| ----------------- | ------------------------------ | ---------------------------- | --------------------------------- | --------------------- | -------------------------------------------------------------------------------------------------- |
| HGÜ Lyon–Moûtiers | 1906–1936                      | Moûtiers – Lyon (Frankreich) | 180 km Freileitung, 4 km Erdkabel | 100 kV bipolar, 150 A | Reine Gleichstrommaschinen ohne Umrichtung, wurde 1936 als letzte Anlage ihrer Art wieder abgebaut |